# Gabriel Cochet
Gabriel Roger Cochet (Saumur, 22 ottobre 1888 – Perpignano, 14 dicembre 1973) è stato un generale francese, distintosi come ufficiale nel corso della prima guerra mondiale.
Nel 1940, dopo la sconfitta della Francia, fu tra i primi ad aderire al movimento di Resistenza, pur riconoscendosi fedele al governo di Vichy. Arrestato ed internato due volte, su ordine di François Darlan, per le sue attività di propaganda clandestina, riuscì a fuggire nel novembre 1942 e, oltrepassati i Pirenei, raggiunse il generale Charles De Gaulle a Londra il 24 marzo 1943, aderendo alle FAFL. Tra il 10 maggio e il 1º ottobre 1943 fu capo di stato maggiore della Force "F" (EFM), il cui compito era di studiare e preparare la partecipazione militare francese allo sbarco in Europa, coprendo sia l'azione della Resistenza francese che quella delle forze francesi sul fronte occidentale e quella di collegamento con lo stato maggiore alleato. Il 4 ottobre 1943 fu creato il Comitato d'Azione in Francia (Comité d’action en France, Comidac) che, poco tempo dopo, gli affidò la direzione della Direzione dei Servizi di Intelligence e d'Azione (Direction des services de renseignement et d'action, DSRA). Dopo la partenza di De Gaulle per Algeri entrò in contrasto con il generale d'Astier e, poco dopo, fu sostituito alla testa della DSRA daoi Jacques Soustelle. Tra il 10 marzo e il 10 ottobre 1944 fu delegato militare del governo della Francia libera nel Teatro di operazioni Sud e Comandante in capo delle forze francesi dell'interno (FFI), zona meridionale. Tra il 21 novembre 1944 e il 15 febbraio 1945 fu Presidente della Commissione di epurazione dell'Armée de l'air e Presidente della Commissione per la reintegrazione delle FFI.

## Biografia
Nacque a Saumur il 22 ottobre 1888, figlio di Leopold, commissario amministrativo presso la Scuola di Cavalleria, e di Marie Eugenie Chailloux. Iniziò a frequentare la scuola secondaria, ma non poté proseguire gli studi per mancanza di borse di studio. Si arruolò volontario nell'Armée de terre il 15 ottobre 1907 e, dopo quattro mesi di servizio, superò gli esami attitudinali presso l'apposita commissione, venendo nominato brigadiere. Ricevette il brevetto militare il 29 ottobre 1907 e, assegnato all'artiglieria, prestò servizio presso il 25º Reggimento d'artiglieria del VI Corpo d'armata. Ottenne il brevetto di pilota militare il 9 aprile 1916 e fu tenente d'artiglieria (ordine n. 3204). Fu inviato in Romania, dove prese parte alla riorganizzazione della locale aviazione.
Alla fine della guerra risultava decorato con la Croix de Guerre con sei citazioni. Specializzatosi poi nella raccolta di informazioni (intelligence), ricoprì l'incarico di addetto aeronautico presso l'Ambasciata di Francia a Praga dal 1927 al 1932 e diresse poi il 2° ufficio dell'Armée de l'air. Fu sollevato dall'incarico perché favorevole ad una alleanza franco-sovietica. Venne emarginato, cosa che egli attribuì alle sue aperte critiche alla gerarchia militare e allo Stato maggiore. Conoscendo egli abbastanza gli ambienti di estrema destra, il Cagoule tentò di reclutarlo, facendolo avvicinare da uno dei suoi membri, il colonnello Groussard. Rifiutò l'adesione, ritenendo che questa organizzazione anticomunista stesse combattendo la battaglia sbagliata e fosse necessario concentrare la sua attenzione sulla Germania nazista. Già nel 1935 lanciò l'allarme contro il pericolo del riarmo tedesco su L'Ordre e, cosa più sorprendente, in un romanzo che descrive l'offensiva di Hitler contro la Francia. Richiese l'istituzione di una nuova "Union sacre" per resistere alla valanga teutonica.
Promosso colonnello il 15 dicembre 1936, assunse il comando della 8ª Brigata aerea tra il 28 agosto e il 2 settembre 1939. Subito dopo lo scoppio della seconda guerra mondiale assunse il comando dell'aeronautica e delle forze di difesa aerea della Ve Armée. Il 10 aprile 1940 fu promosso generale di brigata aerea e nel corso della battaglia di Francia effettuò alcuni voli di ricognizione, ritirandosi nella regione di Puy il 15 giugno, continuando a incitare al combattimento i suoi sottoposti. Dopo la firma dell'armistizio di Compiègne entrò subito nella Resistenza e iniziò a costituire dei depositi di materiale presso alcuni privati nella zona del Massiccio Centrale al fine di favorire l'OCM. Già nel mese di luglio iniziò a circolare nella zona franca per cercare degli aderenti al suo movimento di resistenza e diffondere le sue istruzioni.
A partire dal 6 settembre 1940 pubblicò appelli alla resistenza, così come nel 1941, firmandoli con il suo nome. In essi invitava i francesi a resistere all'occupante, pur ribadendo la sua fedeltà al maresciallo Philippe Pétain, cosa che lo fece classificare come "vichysto-résistant". Agì apertamente, convinto di essere in armonia con la linea politica del governo di Vichy. Si avvicinò ai leader politici, anche se, in realtà, i servizi segreti del regime lo misero sotto sorveglianza e si infiltrarono nel suo movimento. Posto in congedo nel settembre 1940, venne arrestato per ordine di François Darlan che, il 21 giugno 1941, lo fece internare a Vals-les-Bains senza mai formalizzare alcuna accusa.
Rilasciato nel settembre successivo, fu mandato in residenza sorvegliata a Chamalières e venne arrestato nuovamente il 6 settembre 1942 a causa di una denuncia e internato a Vals-les-Bains. Indignato, riuscì a fuggire il 26 novembre 1942 insieme al comandante Faye (rete l'Alleanza), attraversando i Pirenei per essere arrestato in Spagna ed internato per un certo periodo. Raggiunse il generale Charles De Gaulle a Londra il 24 marzo 1943, aderendo alle FAFL, e fu promosso generale di divisione aerea il 26 maggio successivo.
Tra il 10 maggio e il 1º ottobre 1943 fu capo di stato maggiore della Force "F" (EFM). La sua missione consisteva nello studiare e preparare la partecipazione militare francese allo sbarco in Europa, coprendo sia l'azione della Resistenza francese che quella delle forze francesi sul fronte occidentale e quella di collegamento con lo stato maggiore alleato. Su quest’ultimo punto non ebbe più successo del colonnello Billotte o del generale d'Astier. Compito dell'EFM era coordinare e preparare l'insieme delle forze francesi che dovevano partecipare allo sbarco sul continente ed incominciò a concentrare i suoi sforzi sul fronte interno, senza riuscire ad imporre l'EFM come centro dell'azione militare in Francia, scontrandosi con la BCRA, che fungeva, dalla primavera del 1942, da quartier generale dell'azione clandestina.
Il colonnello Passy negò ai dirigenti dell'EFM qualsiasi competenza ad interferire "nel funzionamento interno dei servizi segreti". Da parte sua egli voleva ridurre la BCRA al ruolo di organo esecutivo "sotto la piena ed esclusiva autorità dell'EMF". Alla fine dell'estate, mentre infuriava la battaglia tra i servizi segreti gollisti e giraudisti per assicurarsi il controllo della Resistenza, si vide affidare una nuova missione. 
Il 4 ottobre 1943 fu creato il Comitato d’Azione in Francia (Comité d’action en France Comidac). Questo comitato ristretto (formato da Charles de Gaulle, Henri Giraud, André Philip), civile e militare, assicurava la direzione generale della Resistenza attraverso la Direzione dei Servizi di Intelligence e d'Azione (Direction des services de renseignement et d'action, DSRA) ed egli ne fu nominato direttore. Dopo la partenza di De Gaulle per Algeri, fu il generale d'Astier a supervisionare il lavoro dell'EMF e, seppur evitando il confronto diretto con lui, favorì la BCRA di Passy, convincendo nel contempo il Commissario all'interno Philip a non subordinare il BCRA alla DSRA. De Gaulle si disinteressò della cosa, abbandonandolo al suo destino, tanto che fu praticamente privato di ogni potere esecutivo e di comando senza neanche venirne informato. Non riuscendo a portare sotto la sua autorità i gollisti, si recò ad Algeri solo per apprendere che da diverse settimane era stato deciso di sostituirlo alla testa della DSRA con Jacques Soustelle.
Tra il 1º ottobre 1943 e il 10 marzo 1944 fu direttore dei Servizi Aerei Speciali Londra-Algeri. Tra il 10 marzo e il 10 ottobre 1944 fu delegato militare del governo della Francia libera nel Teatro di operazioni Sud e Comandante in capo delle forze francesi dell'interno (FFI), zona meridionale. La sua missione nella zona meridionale era di coordinare l'azione della FFI e preparare la transizione alla legalità repubblicana nei territori liberati, ma l'efficacia dello sbarco in Provenza (Operazione Dragoon) del 15 agosto 1944 ne limitò l'attività. Tra il 21 novembre 1944 e il 15 febbraio 1945 fu Presidente della Commissione di epurazione dell'Armée de l'air e Presidente della Commissione per la reintegrazione delle FFI. Il 21 gennaio 1945 fu promosso generale di corpo d'armata aerea.
All'atto della liberazione della Francia fece parte dei vecchi iscritti al Partito democratico popolare che rifiutarono la trasformazione del PDP nel Movimento Repubblicano Popolare, scegliendo di formare un nuovo Partito democratico, che si unì al Raggruppamento delle Sinistre Repubblicane. Il PDP si fuse nel 1946, dopo pochi mesi di esistenza, con l'Unione Democratica e Socialista della Resistenza. Fu insignito della Gran croce della Legion d'onore il 7 settembre 1946. 
Nel 1948 fu presidente fondatore del Comité d'action de la Résistance, di cui fu presidente fino alle sue dimissioni, rassegnate nel 1952. Fondò e presiedette l'associazione Les Premiers de la résistance. Membro del consiglio di amministrazione della compagnia aerea Air France dal 1948 al 1960, fu decorato con la Médaille militaire il 4 giugno 1952.
Si spense a Perpignano il 14 dicembre 1973 e la salma venne successivamente tumulata nel cimitero nuovo di Neuilly-sur-Seine insieme a quella della moglie.

## Pubblicazioni
- Appels à la résistance, lancés par le général Cochet, 1940-1941, Gallimard, Paris, 1945.

### Annotazioni
1. ↑  Come Groussard, Marie-Madeleine Fourcade e il generale de La Laurencie, Cochet apparteneva alla prima generazione dei "vichysto-résistants".
2. ↑  Il generale Pierre Koenig era responsabile della zona nord.

### Fonti
1. 1 2 3 4 5 6 7 8 9 10  Generals.
2. 1 2 3 4 5 6 7 8 9 10  Albertelli, Barasz 2008, p. 10.
3. 1 2  Francais Libres.
4. 1 2 3 4 5 6 7 8 9 10 11 12  Albertelli, Barasz 2008, p. 2.
5. 1 2  Marcot 2006, p. 391.
6. ↑  L'Ordre, 18 mars 1935, AN 72AJ 436; Extraits et compléments des mémoires du général Cochet, s.d., AN 72AJ 43.
7. 1 2  Albertelli, Barasz 2008, p. 3.
8. 1 2  Albertelli, Blanc, Douzou 2019, p. 78.
9. ↑  Vergez-Chaignon 2008, pp. 161-166.
10. ↑  Albertelli, Barasz 2008, p. 7.
11. ↑  Albertelli, Barasz 2008, p. 8.
12. ↑  Albertelli, Barasz 2008, p. 9.
13. 1 2  Albertelli, Barasz 2008, p. 11.
14. 1 2  Albertelli, Barasz 2008, p. 12.
15. ↑  L'Aurore, 27 juin 1952
16. ↑  "Un résistant à ciel ouvert", Le Monde, 17 décembre 1973